# (4436) Ortizmoreno
(4436) Ortizmoreno es un asteroide perteneciente al cinturón exterior de asteroides descubierto el 9 de marzo de 1983 por Ewan Barr desde la Estación Anderson Mesa, en Flagstaff, Estados Unidos.

## Designación y nombre
Ortizmoreno fue designado al principio como 1983 EX.
Posteriormente, en 2012, se nombró en honor del científico planetario español José Luis Ortiz Moreno.

## Características orbitales
Ortizmoreno está situado a una distancia media del Sol de 3,25 ua, pudiendo acercarse hasta 3,071 ua y alejarse hasta 3,43 ua. Su inclinación orbital es 17,33 grados y la excentricidad 0,05519. Emplea 2140 días en completar una órbita alrededor del Sol.

## Características físicas
La magnitud absoluta de Ortizmoreno es 11,3. Tiene un periodo de rotación de 8,24 horas y un diámetro de 30,74 km. Su albedo se estima en 0,0744.